# Klaus Scholder

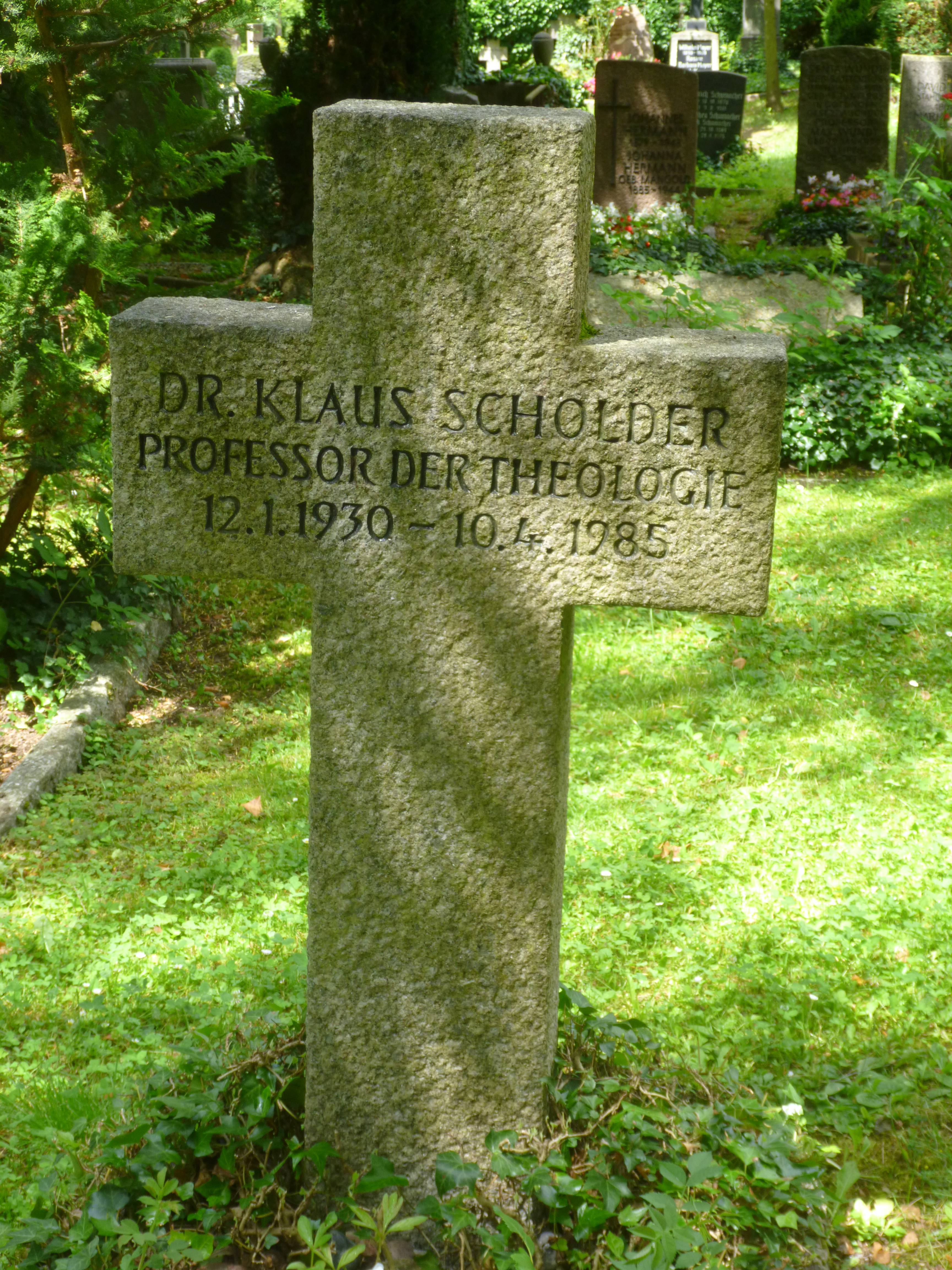
Grobowiec Klausa Scholdera na cmentarzu w Tybindze

Klaus Scholder (ur. 12 stycznia 1930 w Erlangen, zm. 10 kwietnia 1985 w Tybindze) – niemiecki historyk, profesor na Uniwersytecie Karla Eberharda w Tybindze.
Habilitację uzyskał w 1965 na podstawie pracy "Początki i problemy krytyki biblijnej w XVII wieku" Jest autorem książki Die Kirchen und das Dritte Reich (Kościoły a Trzecia Rzesza), której dwa tomy wydał przed śmiercią. Trzeci tom dokończył i wydał już po śmierci (wyd. 2001) Scholdera jego uczeń, Gernard Besier, będący obecnie dyrektorem Instytutu Studiów nad Totalitaryzmem im. Hannah Arendt.

## Dzieła
- Die Verwirklichung des Imaginativen in den Romanen Jean Pauls, Diss., Tybinga 1956.
- Die Problematik der politischen Verantwortung in unserer jüngsten Geschichte, 1959.
- Ursprünge und Probleme der Bibelkritik im 17. Jahrhundert, Habil., Tybinga 1965.
- Die Kirchen und das Dritte Reich. Bd. 1: Vorgeschichte und Zeit der Illusionen, 1918 - 1934. Berlin 1977.
- Karl Georg Pfleiderer: Der liberale Landrat, Politiker und Diplomat, Stuttgart 1979
- Die Kirchen und das Dritte Reich. Bd. 2: Das Jahr der Ernüchterung 1934 (postum), Berlin 1985.
- Die Kirchen zwischen Republik und Gewaltherrschaft. Gesammelte Aufsätze, Ullstein, 1991. ISBN 3-548-33148-3